# Aeroportul Paz De Ariporo
Aeroportul Paz De Ariporo (IATA: PZA, ICAO: SKPZ) este un aeroport din Casanare⁠(d), Columbia ce deservește zona Paz de Ariporo⁠(d). Aeroportul a fost tranzitat în 2021 de 169 de pasageri.
Situat la o altitudine de 274 m, aeroportul dispune de o singură pistă.